# 존 톨
존 톨(영어: John Toll, 1952년 6월 15일 ~ )은 미국의 촬영 감독이다. 에드워드 즈윅의 《가을의 전설》(1994), 《라스트 사무라이》(2003), 프랜시스 포드 코폴라의 《잭》(1996), 테런스 맬릭의 《씬 레드 라인》(1998), 캐머런 크로의 《올모스트 페이머스》(2000), 벤 애플렉의 《가라, 아이야, 가라》(2007), 셰인 블랙의 《아이언맨 3》(2013) 등에서 촬영을 담당하였다. 이중 《가을의 전설》과 《브레이브하트》(1995)로 아카데미 촬영상을 수상하였다.

## 촬영 작품

### 영화
| 연도 | 제목                       | 원제                             | 감독                 | 비고                 |
| ---- | -------------------------- | -------------------------------- | -------------------- | -------------------- |
| 1985 | 비치 보이스: 아메리칸 밴드 | The Beach Boys: An American Band | 맬컴 리오            |                      |
| 1992 | 바람과 야망                | Wind                             | 캐럴 밸러드          |                      |
| 1994 | 가을의 전설                | Legends of the Fall              | 에드워드 즈윅        | 아카데미 촬영상 수상 |
| 1995 | 브레이브하트               | Braveheart                       | 멜 깁슨              | 아카데미 촬영상 수상 |
| 1996 | 잭                         | Jack                             | 프랜시스 포드 코폴라 |                      |
| 1997 | 레인메이커                 | The Rainmaker                    | 프랜시스 포드 코폴라 |                      |
| 1998 | 씬 레드 라인               | The Thin Red Line                | 테런스 맬릭          | 아카데미 촬영상 후보 |
| 1999 | 심패티코                   | Simpatico                        | 매슈 워처스          |                      |
| 2000 | 올모스트 페이머스          | Almost Famous                    | 캐머런 크로          |                      |
| 2001 | 코렐리의 만돌린            | Captain Corelli's Mandolin       | 존 매든              |                      |
| 2001 | 바닐라 스카이              | Vanilla Sky                      | 캐머런 크로          |                      |
| 2003 | 라스트 사무라이            | The Last Samurai                 | 에드워드 즈윅        |                      |
| 2005 | 엘리자베스타운             | Elizabethtown                    | 캐머런 크로          |                      |
| 2006 | 세러핌 폴스                | Seraphim Falls                   | 데이비드 본앵컨      |                      |
| 2007 | 가라, 아이야, 가라         | Gone Baby Gone                   | 벤 애플렉            |                      |
| 2008 | 트로픽 썬더                | Tropic Thunder                   | 벤 스틸러            |                      |
| 2009 | 사랑은 너무 복잡해         | It's Complicated                 | 낸시 마이어스        |                      |
| 2011 | 컨트롤러                   | The Adjustment Bureau            | 조지 놀피            |                      |
| 2012 | 티모시 그린의 이상한 삶    | The Odd Life of Timothy Green    | 피터 헤지스          |                      |
| 2012 | 클라우드 아틀라스          | Cloud Atlas                      | 더 워차우스키스      |                      |
| 2013 | 아이언맨 3                 | Iron Man 3                       | 셰인 블랙            |                      |
| 2015 | 주피터 어센딩              | Jupiter Ascending                | 더 워차우스키스      |                      |
| 2016 | 빌리 린스 롱 하프타임 워크 | Billy Lynn's Long Halftime Walk  | 리안                 |                      |
| 2019 | 해리엇                     | Harriet                          | 케이시 레먼스        |                      |
| 2021 | 매트릭스: 리저렉션         | The Matrix Resurrections         | 라나 워차우스키      |                      |
| 2023 | 에이티 포 브래디           | 80 for Brady                     | 카일 마빈            |                      |

### TV 드라마
- 브레이킹 배드 (2008)
- 센스8 (2015-17)